# Paratuerta undulata
Paratuerta undulata är en fjärilsart som beskrevs av Emilio Berio 1970. Paratuerta undulata ingår i släktet Paratuerta och familjen nattflyn. Inga underarter finns listade i Catalogue of Life.